# Ашимов, Саги Асаналиевич
Саги Асаналиевич Ашимов (18 июля 1961, Алма-Ата, Казахская ССР, СССР — 18 октября 1999, Алма-Ата, Казахстан) — казахский актёр. Лауреат Государственной премии Казахской ССР (1986).

## Биография
Происходит из рода Шеркеш. Сын известного актёра и режиссёра народного артиста СССР Асанали Ашимова, внук советского актёра и кинорежиссёра Шакена Айманова.
Окончил Алматинский институт театра и кино (1983).
Первая роль в кино — образ Калама «Вырасти свой колос» (1978). Позже сыграл Акима в «Невозможных детях» (1980), Арыстана в фильме «Месяц на размышление» (1981), служащего в «Каралы сулу» (1982), Тауекель-хана в «Сказке о прекрасной Айсулу» (1990). Всего успел сняться в главных ролях в более, чем 20 фильмах.
В 1982—1984 годах снялся в 4-серийном телефильме своего отца Асанали Ашимова «Чокан Валиханов» в главной роли Чокана. Асанали Ашимов, будучи режиссером фильма, не рекомендовал сына на главную роль, опробовав чуть ли не тысячу претендентов. Но на роль его утвердил тогдашний глава Госкино — Олжас Сулейменов. Историко-биографический фильм-сериал вышел в 1985 году. За проникновенное исполнение этой роли молодой Ашимов получил Государственную премию Казахской ССР 1986 года.
В 1995—1999 годах снимался в первом казахском телесериале «Перекрёсток». Сыграл одну из главных ролей — бизнесмена-мафиози Тимура Сабирова.
В день своей кончины собирался на съёмки «Перекрёстка» и позвонил перед сном своей коллеге Жанне Куанышевой, сказав что завтра за ней заедет. Однако в ту же ночь он скоропостижно скончался. Похоронен на Кенсайском кладбище.
В 2011 году Сламбек Тауекел снял документальный фильм «Сагыныш» о Саги Ашимове.
В 2016 году на памятной аллее «Казахфильма» появилась звезда Саги Ашимова.

## Семья
Жена — Селимхан Изимовна Ашимова.
Дети: сын — Ансар Сагиевич Ашимов, дочь — Майра Сагиевна Ашимова.
Внучка — Аяна Ансаровна Ашимова. Внук — Даббур Мухаммад Халид

## Фильмография
- 1999 — Фара (Казахстан) — Абдурахман Саидович — отец Фары, (озвучивание Фара)
- 1998 — Омпа (Казахстан)
- 1996 — Ермак (Германия, Россия) — эпизод (в титрах А.Ашимов)
- 1995—1999 — Перекрёсток (Казахстан) — Тимур Сабиров, бизнесмен-мафиози
- 1992 — Печать сатаны (Кыргызстан)
- 1992 — Козы Корпеш и Баян-Сулу | Қозы көрпеш — Баян сұлұ (Казахстан)
- 1990 — Восточный коридор, или Рэкет по…
- 1989 — Его батальон — Ашим Исхаков — солдат-новобранец (в титрах- О.Ашимов)
- 1988 — Идеальный пейзаж в пустыне — Байрам
- 1987 — Сказка о прекрасной Айсулу | Айдай сұлу Айсұлу — Хан
- 1987 — Лейтенант С. — Алмас
- 1986 — Полынь — эпизод
- 1983, 1984 — Чокан Валиханов | Шоқан Уәлиханов — Чокан Валиханов
- 1982 — Красавица в трауре (короткометражный)
- 1980 — Невозможные дети — Аким
- 1980 — Месяц на размышление | Ойлануға кеткен ай — Арыстан

## Призы и награды
- 1986 — Государственная премия Казахской ССР — за исполнение главной роли в фильме «Чокан Валиханов».